# Ünal Karaman
Ünal Karaman (Konya, 29 giugno 1966) è un allenatore di calcio, dirigente sportivo ed ex calciatore turco, di ruolo centrocampista, tecnico del Göztepe.

## Palmarès

### Giocatore

#### Competizioni nazionali
- Coppa di Turchia: 2

Trazbonspor: 1991-1992, 1994-1995
- Supercoppa di Turchia: 1

Trazbonspor: 1995

### Allenatore

#### Competizioni nazionali
- Coppa di Turchia: 1

Trabzonspor: 2019-2020